# Everybody's Girl
Everybody's Girl è un film muto del 1918 diretto da Tom Terriss e interpretato da Alice Joyce. Tratto da Brick Dust Row, un racconto di O. Henry apparso in The Trimmed Lamp, and Other Stories of the Four Million (New York 1906), il film venne prodotto dalla Vitagraph. Distribuito dalla Greater Vitagraph, uscì nelle sale il 21 settembre 1918.

## Trama
Due giovani modiste, che condividono una camera nel quartiere popolare di Brick Dust Row, sono costrette a ricevere gli amici nel parco perché il padrone di casa ha subaffittato la sala del loro appartamento. Sul traghetto di Coney Island, conoscono Blinker, un milionario che si innamora di Florence, una delle due ragazze. Ma quando l'uomo viene a sapere che lei frequenta degli uomini nel parco, la lascia scandalizzato. Sarà un amico a spiegargli il motivo di quello strano comportamento e Blinker, in più, si renderà conto di esserne la causa perché è proprio lui il padrone di casa di Florence. Così, pentito, si riconcilia con lei.

## Produzione
Il film fu prodotto dalla Vitagraph Company of America.

## Distribuzione
Il copyright del film, richiesto dalla Greater Vitagraph (V-L-S-E), fu registrato il 21 settembre 1918 con il numero LP12913.
Non si conoscono copie ancora esistenti della pellicola che viene considerata presumibilmente perduta.